# Syncaris pasadenae
Syncaris pasadenae is een garnalensoort uit de familie van de Atyidae. De wetenschappelijke naam van de soort is voor het eerst geldig gepubliceerd in 1897 door Kingsley.